# Chimindia
Chimindia – wieś w Rumunii, w okręgu Hunedoara, w gminie Hărău. W 2011 roku liczyła 377 mieszkańców.